# 550 Broad Street
550 Broad Street es un edificio de oficinas en el centro de Newark, Nueva Jersey (Estados Unidos). Se ubica entre las estaciones de Newark Light Rail en Washington Park y Atlantic Street. Mide 74.07 m de altura y fue diseñado por Eggers & Higgins, y Frank Grad & Sons.

## Historia
El edificio de estilo brutalista fue construido en 1966 durante la era de New Newark por Mutual Benefit Life Insurance Company y George A. Fuller Company y una vez fue conocido como Fidelity Union Building, en honor a la compañía que lo ocupó. En 2000, Heritage Capital Group compró la torre e implementó una renovación y modernización multimillonaria en 2001, ganando el premio al Edificio del Año del estado. Si bien Heritage vendió el 80 por ciento de participación en 550 Broad Street en 2005, conserva el 20 % de propiedad y actúa como socio operativo ejecutivo y administrador en el sitio. La compañía también renovó cerca de 570 Broad Street. A partir de 2012, el principal inquilino del edificio es IDT, que es propietario del cercano Mutual Benefit Life Building.